# 인베이더 (예술가)

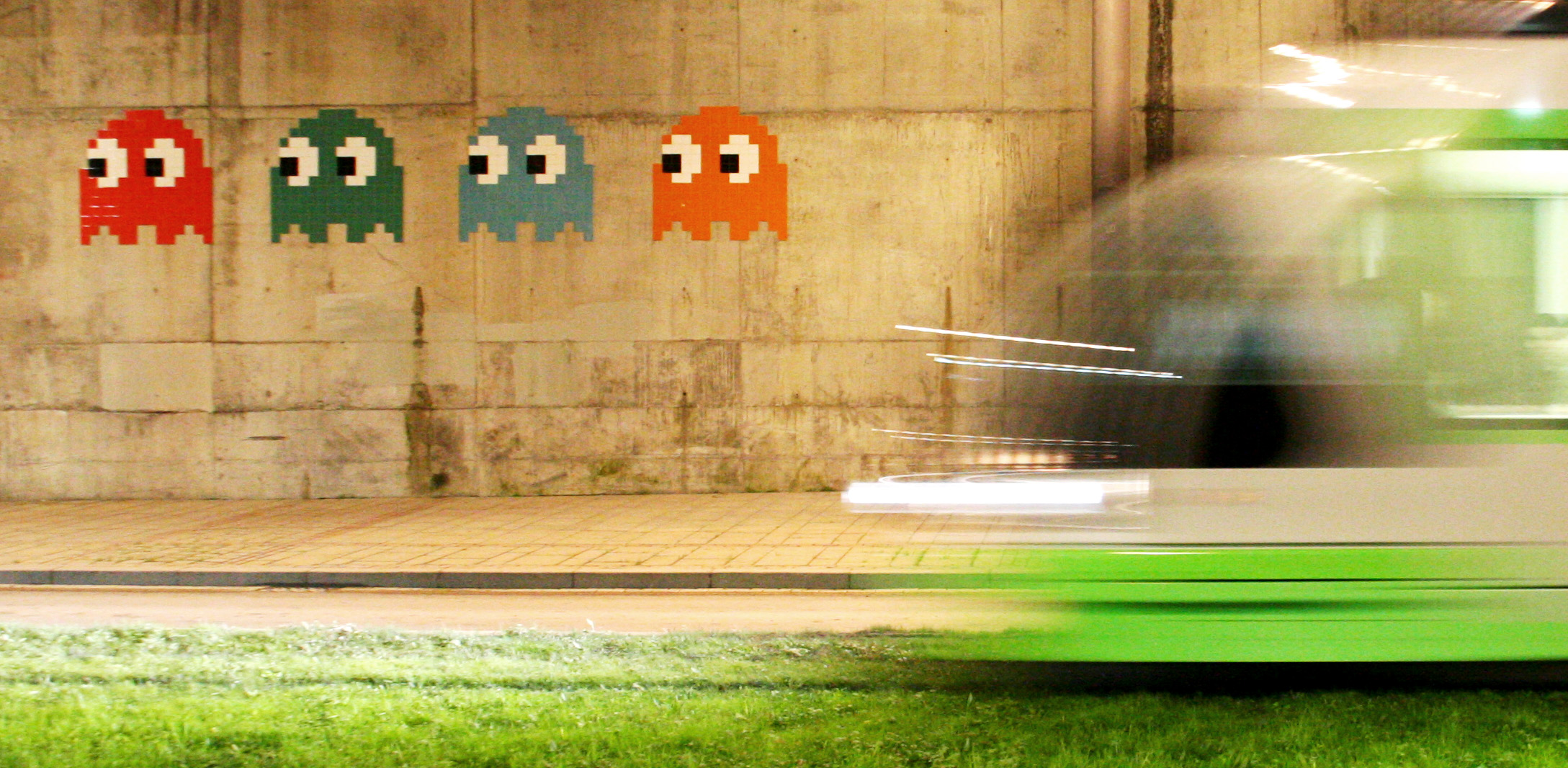
2008년, 인베이더가 빌바오 구겐하임 미술관 근처에 제작한 팩맨 모자이크 작품.

인베이더(Invader)는 프랑스의 익명의 예술가이다. 본명은 프랭크 슬래마(Franck Slama)로 알려졌으며 1969년에 태어났다고 알려져 있다. 1970년대 8비트 비디오 게임을 소재로 하여 도자기 타일을 이용한 모자이크 작품을 주로 남기고 있다. 정체불명의 인물로 자신의 신원을 철저히 숨기고 있지만, 세계 30개국 60여개 도시의 눈에 띄는 장소에 그의 작품이 설치되어 있다. 좋은.
어린 시절 아케이드 게임인 스페이스 인베이더를 즐겨 했다.

## 같이 보기
- Above
- 뱅크시